# Anaglifos de Trajano
Los Anaglifos de Trajano (en latín, Plutei Traiani) son unos paneles de mármol tallados con bajorrelieves que datan de principios del siglo II. Fueron descubiertos en el año 1872. Se encuentran actualmente expuestos en la Curia Julia pero no formaron parte de este edificio en su origen. Ofrecen una preciada representación de la topografía del Foro Romano a principios del siglo II, pues se le representa a todo lo largo de la parte posterior de los paneles. 

## Localización
Se encuentran en la Curia Julia del Foro Romano, aunque no eran parte de su estructura original. Los Plutei Traiani estuvieron expuestos en la explanada central del Foro Romano, pero su ubicación precisa no se conoce. Fueron encontrados en septiembre de 1872 bajo una construcción medieval conocida con el nombre de Torre del Campanaro, delante del arco de Septimio Severo. Es posible que estuvieran colocados sobre una base en esta parte del Foro, o quizá decoraban los Rostra imperiales o el mármol negro del Lapis Niger. Otra hipótesis sitúa los dos relieves a ambos lados de la zona sagrada con una higuera, un olivo y una vid junto a la cual se encontraba la estatua de Marsias··.

## Historia
Se cree que fueron construidos por el emperador Trajano, aunque también se elucubra con la posibilidad de que fueran obra de su sucesor Adriano. Se desconoce dónde se mandó colocarlos inicialmente. Se cree que se construyeron bien para el borde de los Mascarones o a los lados de un pavimento negro marcando la «Tumba de Rómulo» subterránea. A pesar de esta incertidumbre, son de gran valor histórico, debido a los relieves que se muestran a todo lo largo en ambos lados del Foro en la época en que fueron erigidos.

## Descripción
Están decoradas con dos escenas distintas, que hacen referencia a eventos históricos que tuvieron lugar en el reinado de Trajano, a menos que la segunda escena represente más bien acontecimientos al principio del de Adriano, a quien los arqueólogos recientemente atribuyen la reallización de los relieves. Las dos escenas se desarrollan en el Foro cuyos monumentos se encuentran representados en el fondo. En cada escena en el primer plano de un extremo, se destaca la presencia de la estatua de Marsias.

### Primer panel

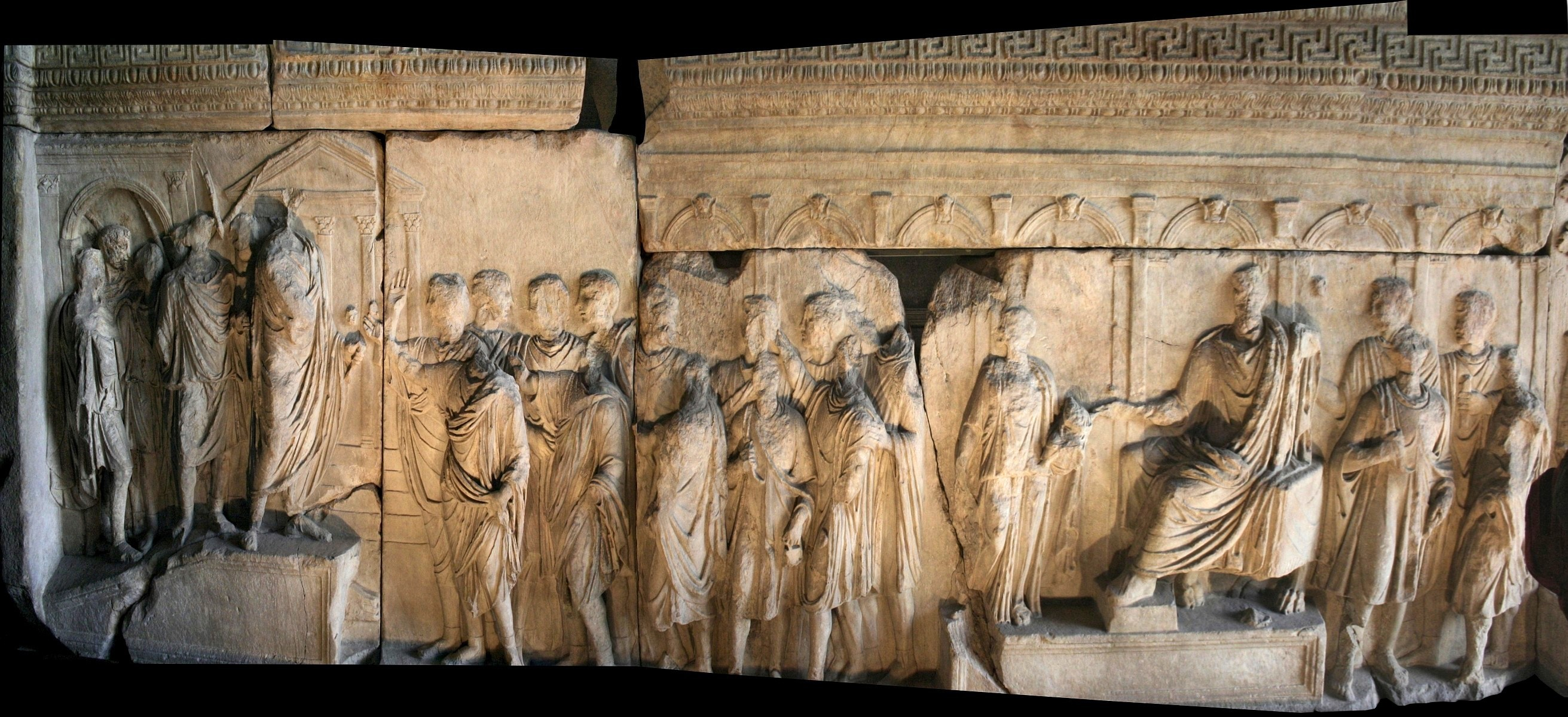
Primer panel: institución de los Alimenta.

El relieve de la derecha muestra al emperador Trajano distribuyendo los alimenta,,  institución caritativa para huérfanos; este era un sistema de préstamos acordados con los propietarios italianos y cuyos intereses se utilizaron para financiar la ayuda dirigida a los niños pobres. A la izquierda, el emperador se encuentra en los Rostra, rodeado por lictores, se dirige a la multitud reunida en el Foro y parece distribuir dinero. En el centro, Trajano se sienta sobre un podio en el medio del Foro, junto con una personificación de Italia llevando a un niño de corta edad en el brazo.

### Segundo panel

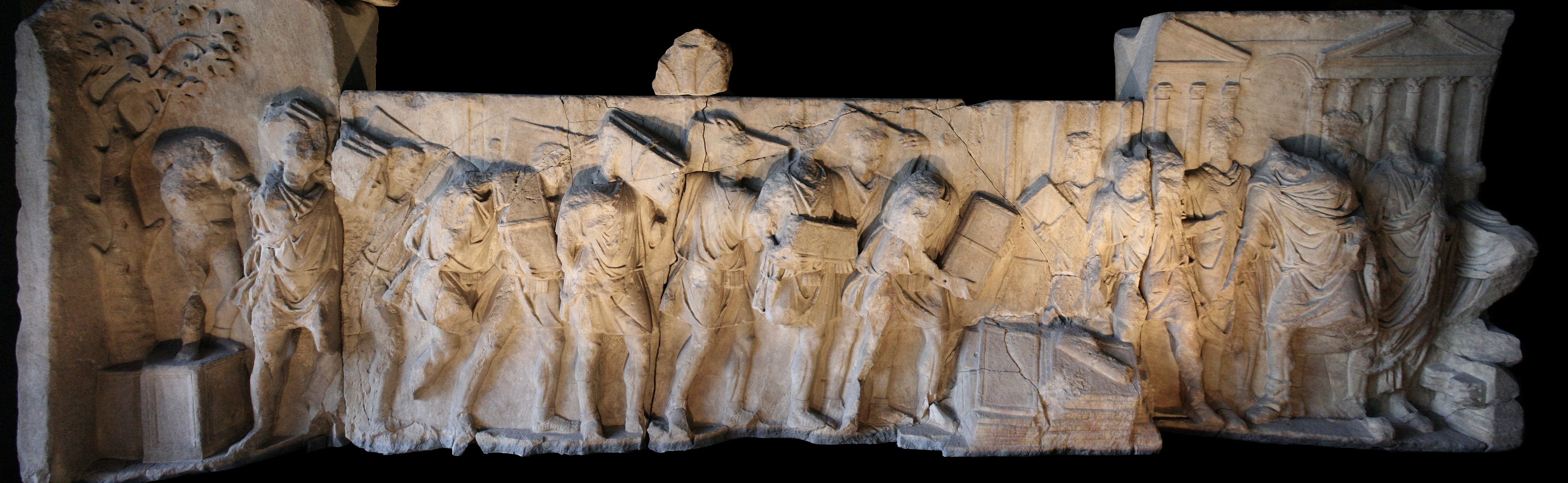
Segundo panel: condonación de las deudas.

En el relieve de la izquierda se ve la quema de documentos en presencia del emperador Trajano· o Adriano. Estas tablillas de madera unidas de dos en dos por una cinta (volumina) son los registros de los impuestos impagados (reliqua vetera). El emperador permanece en pie en frente de los Rostra. Esta práctica del «perdón fiscal» la llevó a cabo Trajano tras su victoria en las guerras dacias en el año 102.·. Luego volvió a hacerlo su sucesor, Adriano, en el año 118, hasta la suma de 900 millones de sextercios. Por ello no se sabe con certeza cuál de los dos emperadores es el que se representa aquí. Según Suetonio, los impagos en el comienzo del reinado de Adriano representaban una suma de 900 millones de sextercios y los registros en efecto fueron quemados en enero del año 118. En cambio el acontecimiento se desarrolla tradicionalmente en el foro de Trajano y no sobre el Foro Romano, el artista habría querido restituir la escena en un decorado más simbólico.

No omitiendo nada de lo que podía atraerle el cariño de los pueblos, perdonó a los particulares en Roma y en Italia todo lo que debían al fisco. A las provincias las dejó tranquilas en cuanto a las considerables cantidades que continuaban debiendo, y para dar completas seguridades a los deudores, mandó quemar en el foro de Trajano todos los documentos que acreditaban las deudas.
Historia Augusta (traducción de Francisco Navarro y Calvo)

### Representación del Foro
Ambos mármoles tienen relieves en segundo plano de las escenas. Representan edificios del Foro Romano. Parece ser el mismo lado del Foro Romano, el meridional, que aparece en ambas escenas, visto por un espectador que se encontraría en el lado septentrional y que se encontrara a la altura de la estatua de Marsias como lo indica el hecho de que sobre los dos paneles, la estatua queda a la derecha del ficus ruminalis. Este grupo sirve de eje y punto de unión entre las dos decoraciones. 
En el panel de la izquierda, de nuevo de izquierda a derecha: la plataforma de los oradores en frente del templo del Divino Julio (los rostra de César), el arco de Augusto, el corintio Templo de Cástor y Pólux, el Vicus Tuscus (representado por un espacio vacío) y las arcadas de la basílica Julia.
En el de la derecha, de izquierda a derecha, los edificios son: las arcadas de la basílica Julia, un espacio vacío para el Vicus Iugarius, el Templo de Saturno (jónico), un arco que marca el inicio del Clivus Capitolinus, el Templo de Vespasiano y Tito (corintio) y los rostra (sólo uno está visible). Falta una parte del relieve, donde tendría que haber estado el Templo de la Concordia.

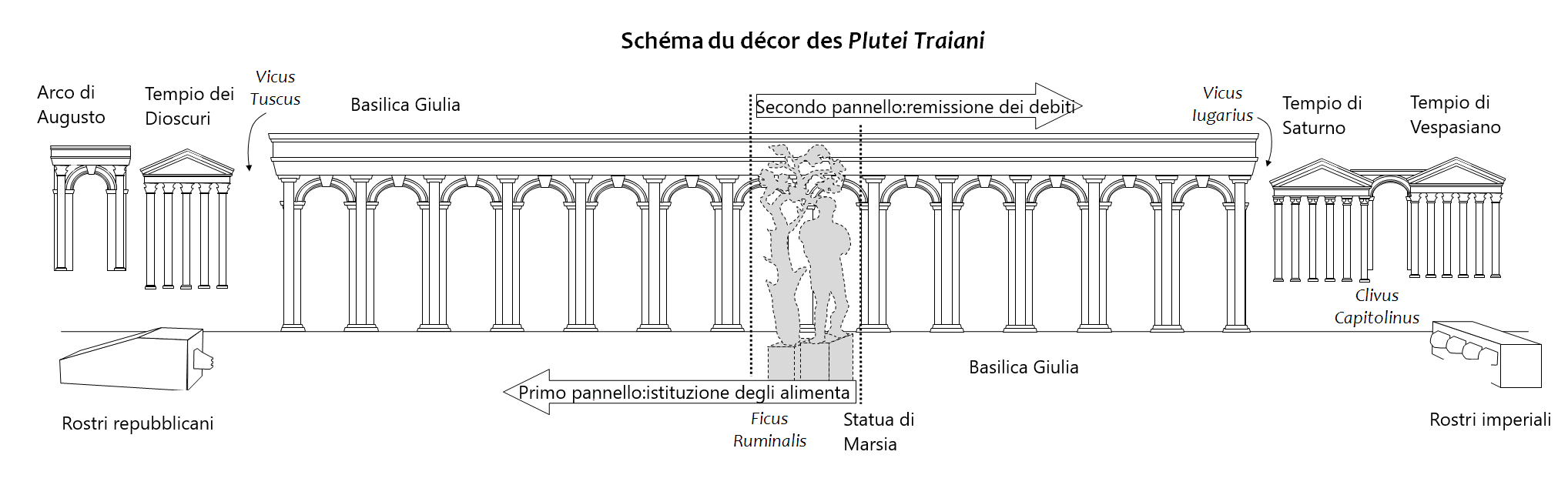
Esquema de la decoración en segundo plano de los dos paneles principales.